# Blessing in Disguise (album Green Carnation)
Blessing in Disguise – trzeci pełny album norweskiej grupy metalowej Green Carnation, wydany w 2003.
Wydanie ekskluzywne na płycie winylowej zawiera dodatkowy utwór "Stay on These Roads", który jest coverem grupy a-ha.

## Lista utworów
| Nr | Tytuł utworu           | Długość |
| -- | ---------------------- | ------- |
| 1. | „Crushed to Dust”      | 4:26    |
| 2. | „Lullaby in Winter”    | 7:49    |
| 3. | „Writings On the Wall” | 5:26    |
| 4. | „Into Deep”            | 6:09    |
| 5. | „The Boy in the Attic” | 7:13    |
| 6. | „Two Seconds in Life”  | 6:28    |
| 7. | „Myron & Cole”         | 5:53    |
| 8. | „As Life Flows by”     | 4:45    |
| 9. | „Rain”                 | 8:06    |
|    |                        | 56:15   |

## Twórcy
- Terje Vik "Tchort" Shei – gitara
- Bjørn Harstad – gitara, efekty
- Stein Roger Sordal – gitara basowa, gitara, harfa
- Anders Korbo – perkusja
- Kjetil Nordhus – śpiew
- Bernt A. Moen – instrumenty klawiszowe